# Zülfü Livaneli

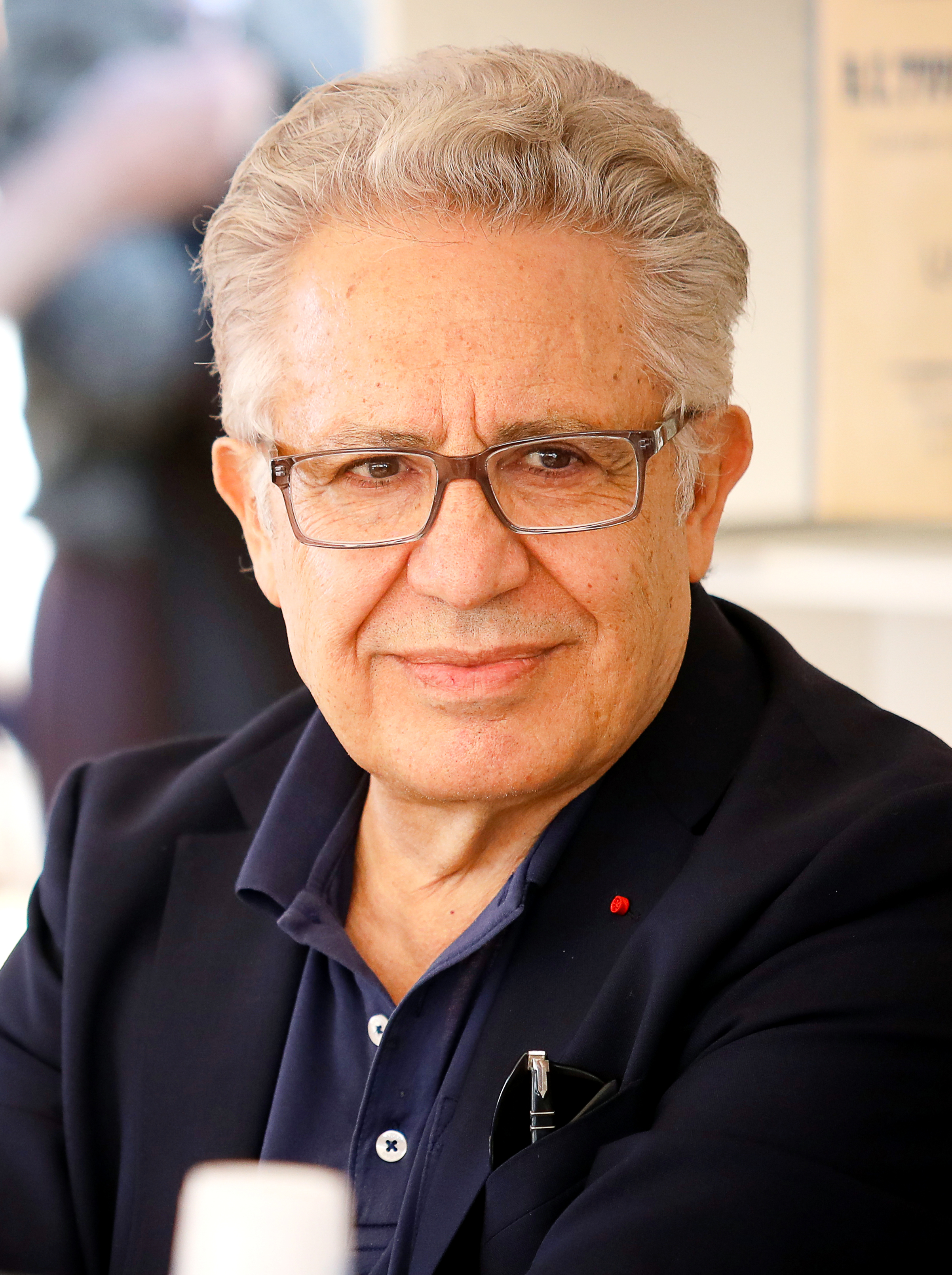
Zülfü Livaneli (2018)

Ömer Zülfü Livaneli (* 20. Juni 1946 in Ilgın) ist ein türkischer Komponist, Sänger, Schriftsteller und Filmregisseur.

## Leben
In den 1970er Jahren war Livaneli gezwungen, die Türkei zu verlassen, da er aufgrund seiner politischen Ansichten Repressionen ausgesetzt war und inhaftiert wurde. Er lebte zunächst in Stockholm, später in Paris und Athen. 1984 kehrte er in die Türkei zurück, wo er in Istanbul sein berühmtes Konzert mit dem Lied Merhaba („Hallo“/„Guten Tag“) gab und von vielen Menschen gefeiert wurde.
Livaneli hat in seinem Leben viele nationale und internationale Auszeichnungen erhalten. Seine Lieder wurden von Künstlern wie Joan Baez, Maria Farantouri und Jocelyn B. Smith interpretiert und in viele Sprachen übersetzt. Konzerte führten ihn in zahlreiche Länder, unter anderem nach Deutschland. Als bedeutende Person der Kultur, Kunst und Politik hat Livaneli knapp 300 Lieder sowie 30 Filmmusiken geschrieben. Er komponierte die Musik für fünf Theaterstücke und ein Ballett. Besonders bekannt wurden auch seine Lieder nach Gedichten von Nâzım Hikmet.
Eine langjährige Zusammenarbeit und Freundschaft verband Livaneli mit dem griechischen Komponisten Mikis Theodorakis († 2021). Mit ihm gründete er 1986 das Komitee für türkisch-griechische Freundschaft, um die gegenseitige Verständigung und das friedliche Miteinander des griechischen und des türkischen Volkes zu fördern. Gemeinsam mit Mikis Theodorakis und Maria Farantouri gab er in vielen Konzerten mit türkischen und griechischen Liedern immer wieder Signale für ein friedliches Zusammenleben. Oft wurde er auch mit Theodorakis verglichen und als der türkische Theodorakis bezeichnet. Für ihre Friedensleistung wurden beide 1997 von der deutschen Bundesregierung mit einem Festakt auf dem Petersberg bei Bonn geehrt.
Livaneli führte in drei Filmen Regie und erhielt 1989 die Goldene Palme des Valencia Festival of Mediterranean Cinema und während der Filmfestspiele von Montpellier die Goldene Antigone. Der Film Sis („Nebel“) wurde für den Besten Europäischen Film nominiert. Seine Filme wurden in der Türkei, den USA, Frankreich, Deutschland, der Schweiz und in Japan aufgeführt und von Fernsehstationen wie der BBC, dem WDR sowie von spanischen, kanadischen und japanischen Fernsehanstalten ausgestrahlt.
Livaneli ist auch als Schriftsteller eine sehr bekannte Figur in der Türkei. Seine Romane setzen sich oft mit strittigen gesellschaftlichen oder historischen Fragen auseinander; so thematisiert sein Roman Glückseligkeit die noch heute in der Türkei vorkommende Tradition des Ehrenmords, und sein Roman Unruhe das Schicksal der Jesiden in Irak und Syrien; Serenade für Nadja verarbeitet die Tragödie des Untergangs der Struma, ein Thema das bis Anfang des 21. Jahrhunderts noch ein brisantes politisches Tabu in der Türkei war.
Im Oktober 1986 folgte Livaneli zusammen mit Federico Mayor, Yaşar Kemal, Arthur Miller und weiteren bekannten Künstlern und Denkern einer Einladung von Tschingis Aitmatow zum ersten Issyk-Kul-Forum, das in Kirgisistan stattfand. Spätere Zusammenkünfte wurden in Wengen, Granada und in Mexiko-Stadt abgehalten.
Im Jahr 1995 erfolgte seine Ernennung zum persönlichen Berater von UNESCO-Generaldirektor Federico Mayor und 1996 die zum UNESCO-Botschafter. 2002 wurde er für die Republikanische Volkspartei (CHP) zum Mitglied der Großen Nationalversammlung (dem Parlament) der Türkei gewählt, der er bis 2007 angehörte. 2009 wurde er mit dem Orhan-Kemal-Literaturpreis ausgezeichnet.
Ende der 1990er Jahre begann Livaneli, Kolumnen für die Tageszeitung Sabah zu schreiben. 2002 wechselte er zur Vatan. 2013 beendete er diese Tätigkeit aus Protest gegen die Eingriffe des neuen Eigentümers in die Zeitung. Seit 2016 erscheinen in unregelmäßiger Folge Kolumnen in der Cumhuriyet.
2016 trat er als UNESCO-Botschafter während der türkischen Offensive gegen die verbotene Arbeiterpartei Kurdistans (PKK) in Diyarbakir zurück, in der das Militär Teile der von UNESCO zum Weltkulturerbe ernannten Altstadt zerstörte.

## Diskografie

### Alben
| - 1974: Anadoluyum Ben - 1975: Dede Sultan - 1975: Eşkiya Dünyaya Hükümdar Olmaz - 1977: Merhaba - 1978: Nazım Türküsü - 1979: Alamanya Beyleri - 1979: Atlının Türküsü - 1980: Günlerimiz - 1980: İnce Memed Türküsü - 1983: Ada - 1984: İstanbul Konseri - 1986: Zor Yıllar | - 1987: Gökyüzü Herkesindir - 1990: Crossroads - 1993: Saat 4... Yoksun. - 1995: Neylersin - 1996: Yangın Yeri - 1996: Janus – Two Faces of Truth (Senfonik Şiirler) - 1998: Nefesim Nefesine - 2005: Hayata Dair - 2008: Dünya Solistlerinden Livaneli Şarkıları - 2013: Gökkuşağı Gönder Bana - 2016: Livaneli 50. Yıl - Bir Kuşaktan Bir Kuşağa (Tributealbum) |

### Kollaborationen
- 1982: Maria Faranduri Livaneli Söylüyor (mit Maria Farantouri)
- 1985: Güneş Topla Benim İçin (mit Mikis Theodorakis)
- 1997: Together! In Concert (mit Mikis Theodorakis)
- 1999: New Age Rhapsody: London Symphony Orchestra Plays Livaneli (mit London Symphony Orchestra)
- 2005: I Mnimi Tou Nerou (mit Maria Farantouri)

### Soundtracks
- 1976: Shirins Hochzeit
- 1978: Sürü – Die Herde
- 1978: Otobüs – The Bus
- 1980: Unsere Nachbarn, die Baltas mit Cem Karaca, Zülfü Livaneli und Ralf Mähnhöfer
- 1983: Yol – Der Weg
- 1988: Film Müzikleri / Soundtracks
- 2007: Mutluluk – Der Ehrenmord
- 2010: Veda

### Kompilationen
- 1973: Chants Révolutionnaires Turcs (Belgien)
- 1983: Eine Auswahl (Deutschland)
- 1986: Livaneli / 10 Yılın Ezgisi
- 1986: Hoşgeldin Bebek
- 1999: Unutulmayanlar
- 2001: İlk Türküler (Bütün Eserleri 1971–1981)

### Livealben
- 2006: Efsane Konserler
- 2008: 35.Yil Konseri

### Singles (Auswahl)
- 1978: Karlı Kayın Ormanı
- 1983: Gözlerin
- 1985: Güneş Topla Benim İçin
- 1989: Sürgün (mit Sezen Aksu)
- 1993: Sevda Değil
- Yiğidim Aslanım

## Werke

### Bücher
- 1978: Arafat'ta Bir Çocuk (deutsche Ausgabe: Ein Kind im Fegefeuer, 1983)
- 1981: Geçmişten Geleceğe Türküler („Lieder zwischen Vorgestern und Übermorgen“)
- 1990: Sis („Nebel“)
- 1991: Orta Zekalılar Cenneti
- 1992: Diktatör ve Palyaço („Diktator und Clown“)
- 1994: Sosyalizm Öldü Mü? („Ist der Sozialismus tot?“)
- 1996: Engereğin Gözündeki Kamaşma („Der Eunuch von Konstantinopel“)
- 1998: Livaneli Besteleri
- 2001: Bir Kedi, Bir Adam, Bir Ölüm  (deutsche Ausgabe: Katze, Mann und Tod. Übersetzt von Wolfgang Riemann. Unionsverlag, Zürich 2005, ISBN 3-293-00345-1.)
- 2002: Mutluluk (Glückseligkeit)
- 2003: Gorbaçov'la Devrim Üstüne Konuşmalar („Gespräche mit Gorbatschow über Revolution“)
- 2006: Leyla'nın Evi („Leylas Haus“)
- 2007: Sevdalım Hayat (deutsche Ausgabe: Roman meines Lebens: Ein Europäer vom Bosporus. Übersetzt von Gerhard Meier. Klett-Cotta, Stuttgart 2011, ISBN 978-3-608-93895-1.)
- 2010: Serenad  (deutsche Ausgabe: Serenade für Nadja. Übersetzt von Gerhard Meier. Klett-Cotta, Stuttgart 2013, ISBN 978-3-608-93963-7.)
- 2013: Kardeşimin Hikâyesi (deutsche Ausgabe: Schwarze Liebe, Schwarzes Meer. Übersetzt von Gerhard Meier. Klett-Cotta, Stuttgart 2015, ISBN 978-3-608-98020-2.)
- 2015: Konstantiniyye Oteli ("Hotel Konstantinopel")
- 2017: Huzursuzluk (deutsche Ausgabe: Unruhe. Übersetzt von Gerhard Meier. Klett-Cotta, Stuttgart 2018, ISBN 978-3-608-96267-3.)

### Filme
- Musik, Drehbuch und Regie für Şahmaran
- Musik, Drehbuch und Regie für Yer Demir Gök Bakır (produziert von Wim Wenders)
- Musik, Drehbuch und Regie für Sis („Nebel“)
- Musik, Drehbuch und Regie für Veda (Verfilmung des Lebens von Mustafa Kemal)
- Musik für Mutluluk – Der Ehrenmord
- Cameo-Auftritt als Saz-Spieler in dem Film Die Rose und die Nachtigall / Gül ve Bülbül